# 5 000 mètres masculin aux Jeux olympiques d'été de 1968
Navigation
Tokyo 1964 Munich 1972
L'épreuve du 5 000 mètres masculin aux Jeux olympiques de 1968 s'est déroulée les 15 et 17 octobre 1968 au Stade olympique universitaire de Mexico, au Mexique.  Elle est remportée par le Tunisien Mohammed Gammoudi.

## Résultats

### Finale
| Rang               | Athlète              | Pays                 | Temps         |
| ------------------ | -------------------- | -------------------- | ------------- |
| Médaille d'or      | Mohammed Gammoudi    | Tunisie              | 14 min 05 s 0 |
| Médaille d'argent  | Kipchoge Keino       | Kenya                | 14 min 05 s 2 |
| Médaille de bronze | Naftali Temu         | Kenya                | 14 min 06 s 4 |
| 4                  | Juan Máximo Martínez | Mexique              | 14 min 10 s 8 |
| 5                  | Ron Clarke           | Australie            | 14 min 12 s 4 |
| 6                  | Wohib Masresha       | Éthiopie             | 14 min 17 s 6 |
| 7                  | Nikolay Sviridov     | Union soviétique     | 14 min 18 s 4 |
| 8                  | Fikru Deguefu        | Éthiopie             | 14 min 19 s 0 |
| 9                  | Jean Wadoux          | France               | 14 min 20 s 8 |
| 10                 | Rex Maddaford        | Nouvelle-Zélande     | 14 min 39 s 8 |
| 11                 | Bob Finlay           | Canada               | 14 min 45 s 0 |
| 12                 | Emiel Puttemans      | Belgique             | 14 min 59 s 6 |
| -                  | Harald Norpoth       | Allemagne de l'Ouest | DNF           |

## Légende
Records et Performances
- AR : Record continental (area record)
- CR : Record des championnats (championship record)
- MR : Record du meeting (meet record)
- NR : Record national (national record)
- OR : Record olympique (olympic record)
- PR : Record paralympique (paralympic record)
- PB : Record personnel (personal best)
- SB : Meilleure performance personnelle de la saison (season's best)
- WL : Meilleure performance mondiale de l'année (world leader)
- WJR : Record du monde junior (world junior record)
- WR : Record du monde (world record)

Circonstances et Conditions
- DNF : N'a pas terminé (did not finish)
- DNS : N'a pas pris le départ (did not start)
- DQ : Disqualification (disqualification)
- NM : Aucun essai valable enregistré (No Mark)
- Q : Qualifié « directement » au prochain tour (ou à la prochaine compétition), lors d'une compétition majeure, grâce au classement ou à la réalisation des minima (automatic qualifier)
- q : Qualifié au prochain tour (ou à la prochaine compétition), lors d'une compétition majeure, grâce au repêchage ou à la réalisation de l'une des meilleures performances parmi celles des « non qualifiés directement » (grâce au meilleur temps ou à la meilleure distance par exemple) (secondary qualifier)